# Вилхелм фон Рункел
Вилхелм фон Рункел (на немски: Wilhelm von Runkel; † 25 декември 1489) от фамилията Дом Рункел, е от 1454 г. господар на Рункел и съгосподар на Изенбург.

## Произход
Той е четвъртият син на Дитрих IV фон Рункел (ок. 1402 – ок. 1462) и съпругата му графиня Анастасия фон Изенбург-Браунсберг-Вид († 1429 или 1460). Най-големият му брат Фридрих фон Вид († 1487) е от 1454 г. граф на Графство Вид.

## Фамилия
Вилхелм се жени през 1454 г. за Ирмгард фон Ролинген († 1514). Те имат дъщеря:
- Анастасия фон Рункел († 1503), наследничка, омъжена 1492 г. за граф Хайнрих VIII фон Валдек (1465 – 1513)